# Nemacheilus kodaguensis
Nemacheilus kodaguensis är en fiskart som beskrevs av Menon, 1987. Nemacheilus kodaguensis ingår i släktet Nemacheilus och familjen grönlingsfiskar. IUCN kategoriserar arten globalt som sårbar. Inga underarter finns listade i Catalogue of Life.